# 福島ゲームジャム
福島ゲームジャム(ふくしまげーむじゃむ)とは、2011年からNPO法人IGDA日本が福島県で開催しているイベントで、ゲームジャムの一種である。プログラマ、ゲームデザイナ、ゲームアーティストなどのゲームクリエイターが集い、短時間でゲームを制作する。東北地域と東京のプロゲーム開発者、さらには他地域との広域連携を通して国境を越えた産業連携を進め、復興に寄与することを目的としている。

## 歴史
ゲームジャーナリストでIGDA日本支部代表の新清士が、2011年春に行われたGlobal Game Jamに初参加。48時間で1500本ものゲームを完成させるイベントの熱気を、東北復興に役立てたいという思いから、Twitterで開催に協力してくれる会社の募集を呼びかけたところ、それに9leapをはじめとした各社が協賛し、IGDA日本と南相馬市の共同開催という形でスタートすることになった。